# Gare de Figueras
Ne doit pas être confondu avec Gare de Figueras - Vilafant.
La gare de Figueras est située au centre de la ville de Figueras. Sur le même territoire on trouve également la gare de Figueras - Vilafant, sur la LGV Madrid-Barcelone-Figueras.

## Situation ferroviaire
La gare de Figueras est située au point kilométrique (PK) 71,163 de la ligne Barcelone - Gérone - Portbou dans sa section entre Maçanet-Massanes et Cerbère, entre les gares en service de Vilajuïga et de Vilamalla et la gare fermée de Peralada. Son altitude est de 29,7 mètres.
Elle est reliée par un raccordement ferroviaire à la gare de Figueras - Vilafant.

## Histoire
Cette gare de la ligne de Gérone a été mise en service en 1877, plus précisément le 28 octobre quand la section bâtie par la Compagnie des Chemins de fer de Tarragone à Barcelone et la France (TBF) entre Gérone et Figueres est entrée en service. La gare fait partie de l'Inventaire du patrimoine architectural de Catalogne.
En 1898, la compagnie a été absorbée par la Compañía de los ferrocarriles de Madrid a Zaragoza y Alicante (MZA). En 1929, la voie a été doublée et en 1941, la ligne a été transférée à la RENFE.
En 1965, l'ancien bâtiment voyageurs du XIXe siècle, a un étage et un style architectural similaire à celui de Celrà ou de Vilamalla, est remplacé par le bâtiment actuel à deux étages.
En 2005, la gare a été transférée à ADIF.
Depuis décembre 2012, les services train grandes lignes Elipsos depuis Zurich et Milan sont supprimés.
En 2016, 908 000 voyageurs (se répartissant en 471 000 montées et 437 000 descentes) ont transité en gare de Figueras.
En 2017, l'amélioration de l'accessibilité est terminée, les quais ont été rehaussés à une hauteur de 68 cm et des ascenseurs ont été installés. À l'avenir, il est prévu d'achever l'embranchement de la ligne conventionnelle à l'ouest de Figueras et de regrouper tous les services ferroviaires de la capitale de l'Alt Empordà à la gare de la ligne à grande vitesse Figueras - Vilafant.
En octobre 2018, pendant des travaux devant la gare de Figueras, un refuge anti-aérien de la guerre civile a été découvert.

### Futur
L’actuelle gare de Figueras a un avenir incertain, car l’arrivée de la ligne à grande vitesse dans la ville avec l'objectif d'unifier les deux réseaux (LGV et réseau conventionnel) menace la gare. La nouvelle gare est située à la limite des communes de Figueras et Vilafant, un lieu très éloigné du centre-ville.

## Service des voyageurs

### Accueil
La gare est située à l'est du centre-ville, le bâtiment voyageurs dispose d'un guichet, des distributeurs automates sont également disponibles et elle dispose d'une cafétéria.

### Desserte
La gare de Figueras est desservie par les trains régionaux de la ligne R11 de Rodalies de Catalogne et les trains de la ligne RG1 de la Rodalia de Gérone.
Certains régionales (Media Distancia) ne s'arrêtent pas à Vilajuïga faisant de Figueras l'arrêt situé après/avant Llançà.

### Intermodalité
À quelques dizaines de mètres de la gare, il y a une gare routière avec des bus en partance pour d'autres villes de la comarque.

## La gare
Le gare comporte neuf voies et trois quais, desservant au total quatre voies pour les voyageurs, les deux voies principales et les deux voies secondaires. Pour passer d'un quai à un autre il y a un passage sur les voies et un passage souterrain entre les quais de la voie 2 et des voies 1 et 3. Les deux quais principaux ont des auvents qui les recouvrent partiellement. À gauche de la voie ferrée, en direction de Portbou, se trouve le bâtiment destiné aux passagers, réparti sur deux étages. Le rez-de-chaussée comprend un hall avec fenêtres, un guichet, un kiosque et une cafétéria. Il y a également quelques voies de service, actuellement peu utilisées ainsi qu’une halle aux marchandises.